# Miguel Ángel Neira
Miguel Ángel Neira Pincheira (Chiguayante, 1952. október 9. – ) chilei válogatott labdarúgó.

## Pályafutása

### Klubcsapatban
1970 és 1975 között a Huachipato csapatában kezdte a pályafutását, majd 1976-ban az Unión Españolában folytatta. 1978 és 1980 között az O'Higginsben játszott. 1981-től 1987-ig az Universidad Católica játékosa volt. 1983-ban az év labdarúgójának választották Chilében. Négyszeres chilei bajnok (1974, 1977, 1984, 1987).

### A válogatottban
1976 és 1985 között 45 alkalommal szerepelt a chilei válogatottban és 5 gólt szerzett. Részt vett az 1979-es Copa Américán és az 1982-es világbajnokságon, ahol az Algéria elleni csoportmérkőzésen gólt szerzett. Ausztria ellen kezdőként, az NSZK ellen csereként kapott lehetőséget.

## Sikerei
CD Huanchipato
- Chilei bajnok (1): 1974

Unión Española
- Chilei bajnok (1): 1977

Universidad Católica
- Chilei bajnok (2): 1984, 1987